# Kamil Bednarek
Kamil Bednarek (n. 10 mai 1991, Brzeg) este un cântăreț polonez de muzică reggae și dancehall, compozitor și muzician. A devenit cunoscut odată cu participarea la concursul "Mam talent!" (Got Talent), unde a terminat pe locul secund.
Din 2008 până în 2012, Bednarek a fost solistul trupei Star Guard Muffin, lansând albumul de studio Szanuj (2010), care a ajuns pe prima poziție în Polonia, precum și două EP-uri. Începând cu anul 2012, a devenit solistul formației Bednarek, lansând albumul Jestem... în noiembrie 2012. În aprilie 2011, trupa a mers în Jamaica, unde au înregistrat în studioul lui Tuff Gong din Kingston un EP intitulat Jamaican Trip, în colaborare cu Dean Fraser, Earl "Chinna" Smith, Capleton, The Tamlins și alți muzicieni.
Kamil Bednarek a fost nominalizat în anul 2013 la treci categorii din cadrul MTV Europe Music Awards: Best Polish Act, Best Eastern European Act și Best Worldwide Act, câștigând primele două.

## Discografie

### Albume de studio
| Jestem...                                                          | - Lansat: 28 noiembrie 2012 - Casă de discuri: Lou & Rocked Boys - Format: CD, digital download | 1 | - POL: 90,000+ | - POL: 3xPlatinum |
| "—" denotă că single-ul nu s-a clasat în top sau nu a fost lansat. |                                                                                                 |   |                |                   |

### Albume live
| Przystanek Woodstock 2013: Bednarek                                | - Lansat: 1 mai 2014 - Casă de discuri: Lou & Rocked Boys - Format: CD, digital download | 2 |
| "—" denotă că single-ul nu s-a clasat în top sau nu a fost lansat. |                                                                                          |   |

### Compilații
| Jestem...suplement                                                 | - Lansat: 5 decembrie 2013 - Casă de discuri: Lou & Rocked Boys - Format: CD, digital download | 17 |
| "—" denotă că single-ul nu s-a clasat în top sau nu a fost lansat. |                                                                                                |    |

### Single-uri
| Titlu                                              | An   | Album            |
| -------------------------------------------------- | ---- | ---------------- |
| "Nie chcę wyjeżdżać stąd"                          | 2012 | Jestem...        |
| "Chwile jak te"                                    | 2014 | Non-album single |
| Donatan & Cleo - "Ten czas" (feat. Kamil Bednarek) | 2014 | Hiper Chimera    |

#### Alte single-uri
| Titlu                                                     | An   | Poziția în clasament | Album       |
| Titlu                                                     | An   | POL                  | Album       |
| --------------------------------------------------------- | ---- | -------------------- | ----------- |
| "Cisza"                                                   | 2013 | 1                    | Jestem...   |
| "Dni, których jeszcze nie znamy"                          | 2013 | 16                   | Jestem...   |
| Mesajah - "Szukając szczęścia" (featuring Kamil Bednarek) | 2013 | 8                    | Jestem stąd |